# 因素分析
因素分析是一种统计方法，针对称为因素的潜在未观察变量的数量来描述观察到的相关变量之间的变异性。 例如，六个观测变量的变化可能主要反映了两个未观测（基础）变量的变化。因素分析针对未观察到的潜在变量寻找此类共同变化，从而将观察到的变量建模，使之成为潜在因素以及误差项的线性组合。